# Kościół św. Bartłomieja w Pasłęku

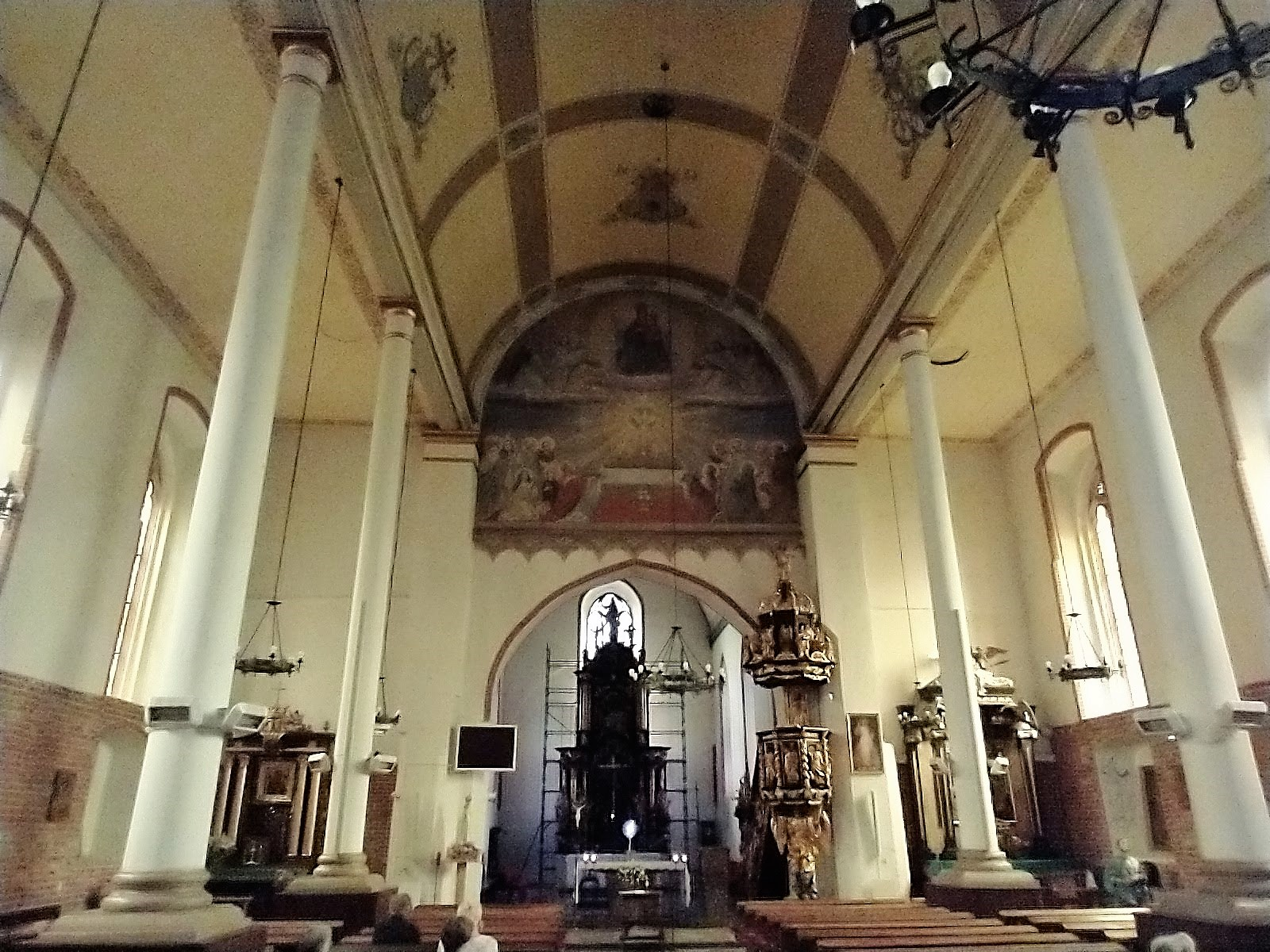
Wnętrze

Kościół św. Bartłomieja w Pasłęku – gotycki kościół z I połowy XIV wieku.

## Historia
Pierwsze wzmianki o istnieniu parafii w Pasłęku pochodzą z II połowy XIII w. W 1298 wielki mistrz krzyżacki przyznał parafii tej plac pod budowę nowej świątyni, która około 1350 była gotowa. Obiektem administrowali katolicy do 1525, kiedy proboszcz pasłęcki przeszedł na luteranizm. W 1543 obiekt poważnie ucierpiał na skutek pożaru, tracąc część oryginalnego wyposażenia.
W 1635 w kościele prowadzone były polsko-szwedzkie rozmowy pokojowe, które nie przyniosły żadnego rezultatu. W piętnaście lat później na podobnych rokowaniach spotkali się w nim Karol X Gustaw oraz Kurfirst Fryderyk Wilhelm. W II połowie XVII wieku kościół pozyskał również nowe komponenty wyposażenia – ołtarz (autor Izaak Ryga z Królewca) i ambonę (autor Johann Christoph Doebel).
W 1751 kościół przeszedł generalny remont. Wymieniono kościelny dach, usuwając gotyckie sklepienie i budując w jego miejsce drewniany strop beczkowy. Wymieniono filary kościelne, zostawiając tylko jedną parę pierwotnych czternastowiecznych kolumn, dodano ponadto dwie kondygnacje empor w bocznych nawach. Przy okazji prac budowlanych w kościele Christoph Heinrich Obuch dokonał renowacji organów w świątyni. Rozebrano wejście na wieżę (do tej pory jest niedostępna) oraz wykonano pseudogotyckie blendy na dolnych poziomach kościelnych ścian. W latach 1758 i 1762 pasłęczanie składali w kościele hołd carycy Elżbiecie oraz carowi Piotrowi III.
W 1869 kościół przeszedł ponowny remont generalny, a w 1922 pożar zniszczył wieżę kościelną, która po odbudowie straciła dotychczasowe barokowe zwieńczenie (zastąpione dachem siodłowym). W 1946 został na nowo przejęty przez katolików, którzy w latach 60. i 70. odmalowali kościół, zamurowali część okien, wykonali stacje drogi krzyżowej i konfesjonały oraz ufundowali nowe witraże.
Od lipca 1993 przy parafii działa katolickie radio Quo Vadis. 4 czerwca 2007 roku, po 13 latach działalności, Pasłęcka rozgłośnia katolicka radio Quo Vadis zakończyło swoją działalność.

## Organy

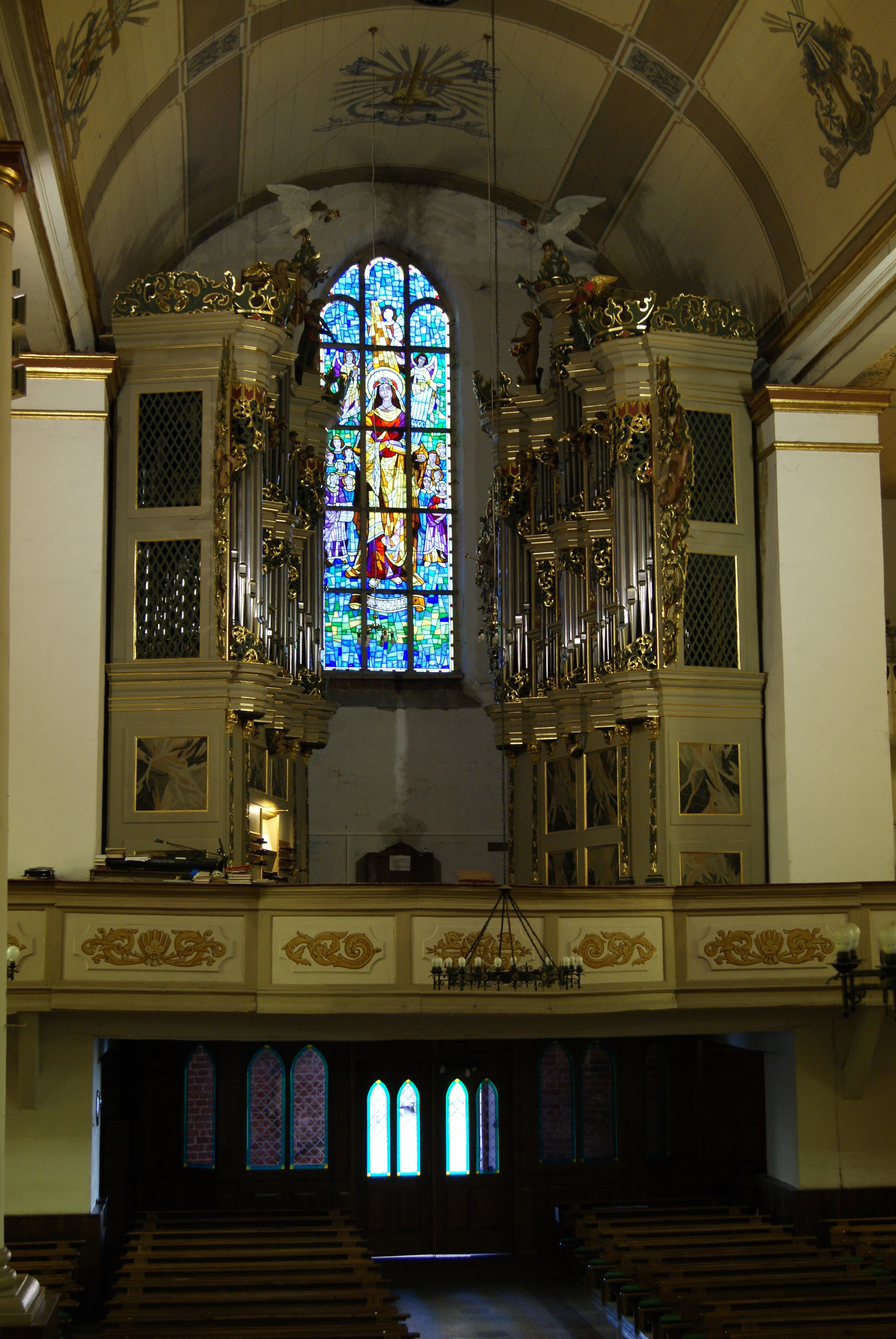
Organy w kościele

W kościele znajdują się organy z początku XVIII wieku, dzieło Andreasa Hildebrandta z Gdańska, odrestaurowane w latach 2010–2013.
Przy odrestaurowanych organach Hildebrandta odbywa się Festiwal Muzyki Organowej i Kameralnej oraz Letnia Akademia Organowa.

## Architektura
Kościół jest halowy, trójnawowy. Najstarszą jego częścią jest prezbiterium. Wejście do niego prowadzi przez pojedyncze drzwi z rozetą i skromnym gotyckim portalem. Nad kruchtą kościelną położona jest wieża wzniesiona na planie kwadratu, zwieńczona hełmem w kształcie ostrosłupa. Kościół jest przykryty sufitem beczkowym z wymalowanymi wersami modlitwy „Ojcze nasz” i symbolicznymi ich ilustracjami. W wyodrębnionym prezbiterium znajduje się siedemnastowieczny ołtarz główny ze sceną ukrzyżowania na tle panoramy siedemnastowiecznego Pasłęka. Dwie nawy boczne posiadają ołtarze odpowiednio z siedemnastego wieku (po lewej stronie prezbiterium) i z 1966 (po prawej).